# Makoto Hiejima
Makoto Hiekima (比江島慎 () en japonais), né le 11 août 1990 à Fukuoka, au Japon, est un joueur japonais de basket-ball, évoluant au poste d'arrière.

## Biographie
Originaire de la préfecture de Fukuoka, Makoto Hiejima a fréquenté l'université Aoyama Gakuin avant de faire ses débuts professionnels avec les Aishin Sea Horses en 2013. Il joue un rôle essentiel en aidant les Aishin Sea Horses, rebaptisés SeaHorses Mikawa, à remporter la division Ouest de la B.League (46 victoires pour 14 défaites) en 2016-2017 lors de la saison inaugurale de la ligue, et à terminer premier de la division Centrale (48 victoires pour 12 défaites) en 2017-2018, où il est nommé MVP de la ligue grâce à des moyennes de 12,9 points, 4,1 passes décisives et 2,9 rebonds en 55 matchs.
En juillet 2018, il sign un contrat de cinq ans avec Link Tochigi Brex. Ce contrat lui permettait de poursuivre des opportunités de niveau supérieur ailleurs et de revenir à Tochigi à tout moment. Le mois suivant, il signe avec le club australien des Brisbane Bullets en NBL sous la règle des joueurs asiatiques de la ligue. Le 5 janvier 2019, il est libéré par les Bullets. Quatre jours plus tard, il  rejoint Link Tochigi Brex pour le reste de la saison.

## Palmarès
- Champion NBL 2015
- Champion B.League 2022
- Rookie de l'année NBL 2014
- MVP de B.League 2018
- Meilleur marqueur à trois-points de B.League 2025
- 3e des Jeux asiatiques de 2014